# ФРГ на летних Олимпийских играх 1972
На летних Олимпийских играх 1972 года сборная ФРГ завоевала 13 золотых, 11 серебряных и 16 бронзовых медалей, что вывело сборную на 4-е место в неофициальном командном зачёте.

## Медалисты
| Медаль  | Спортсмен                                                         | Вид спорта                  | Дисциплина                                 |
| ------- | ----------------------------------------------------------------- | --------------------------- | ------------------------------------------ |
| Золото  | Бернд Канненберг                                                  | Лёгкая атлетика             | Мужчины, ходьба 50 км                      |
| Золото  | Клаус Вольферман                                                  | Лёгкая атлетика             | Мужчины, метание копья                     |
| Золото  | Хильдегард Фальк                                                  | Лёгкая атлетика             | Женщины, 800 м                             |
| Золото  | Кристиане Краузе Ингрид Беккер Аннегрет Рихтер Хейде Розендаль    | Лёгкая атлетика             | Женщины, эстафета 4×100 м                  |
| Золото  | Хейде Розендаль                                                   | Лёгкая атлетика             | Женщины, прыжки в длину                    |
| Золото  | Ульрике Мейфарт                                                   | Лёгкая атлетика             | Женщины, прыжки в высоту                   |
| Золото  | Дитер Коттиш                                                      | Бокс                        | Мужчины, до 71 кг                          |
| Золото  | Гюнтер Шумахер Юрген Коломбо Гюнтер Хариц Удо Хемпель             | Велоспорт                   | Мужчины, командная гонка преследования     |
| Золото  | Фриц Лиггес Хартвиг Штенкен Герхард Вильтфанг Ханс-Гюнтер Винклер | Конный спорт                | Конкур, командное первенство               |
| Золото  | Лизелотт Линзенхофф                                               | Конный спорт                | Выездка, личное первенство                 |
| Золото  | Сборная                                                           | Хоккей на траве             | Мужчины                                    |
| Золото  | Команда                                                           | Академическая гребля        | Мужчины, четвёрки распашные с рулевым      |
| Золото  | Конрад Вирнхир                                                    | Стрельба                    | Мужчины, скит                              |
| Серебро | Ханс Баумгартнер                                                  | Лёгкая атлетика             | Мужчины, прыжки в длину                    |
| Серебро | Рита Вильден                                                      | Лёгкая атлетика             | Женщщины, 400 м                            |
| Серебро | Хейде Розендаль                                                   | Лёгкая атлетика             | Женщины, пятиборье                         |
| Серебро | Райнхольд Каудер                                                  | Гребля на байдарках и каноэ | Мужчины, гребной слалом, каноэ-одиночка    |
| Серебро | Бернд Бауэс Ханс-Отто Шумахер                                     | Гребля на байдарках и каноэ | Мужчины, гребной слалом, каноэ-двойка      |
| Серебро | Гизела Гротхаус                                                   | Гребля на байдарках и каноэ | Женщины, гребной слалом, байдарка-одиночка |
| Серебро | Лизелотт Линзенхофф Йозеф Неккерман Карин Шлютер                  | Конный спорт                | Выездка, командное первенство              |
| Серебро | Клаус Глан                                                        | Дзюдо                       | Мужчины, свыше 93 кг                       |
| Серебро | Ханс-Йоахим Фаснахт Вернер Лампе Клаус Штайнбах Ханс Фосселер     | Плавание                    | Мужчины, эстафета 4×200 м вольным стилем   |
| Серебро | Рудольф Манг                                                      | Тяжёлая атлетика            | Мужчины, свыше 110 кг                      |
| Серебро | Ханс-Юрген Файль                                                  | Греко-римская борьба        | Мужчины, до 57 кг                          |
| Бронза  | Йобст Хиршт Карлхайнц Клоц Герхард Вухерер Клаус Эль              | Лёгкая атлетика             | Мужчины, эстафета 4×100 м                  |
| Бронза  | Анетте Рюккес Инге Бёддинг Хильдегард Фальк Рита Вильден          | Лёгкая атлетика             | Женщины, эстафета 4×400 м                  |
| Бронза  | Петер Хуссинг                                                     | Бокс                        | Мужчины, свыше 81 кг                       |
| Бронза  | Детлеф Леве                                                       | Гребля на байдарках и каноэ | Мужчины, каноэ-одиночка, 1000 м            |
| Бронза  | Магдалена Вундерлих                                               | Гребля на байдарках и каноэ | Женщины, гребной слалом, байдарка-одиночка |
| Бронза  | Ханс Луц                                                          | Велоспорт                   | Мужчины, велотрек, гит 1000 м              |
| Бронза  | Харри Клугман Людвиг Гёссинг Карл Шульц Хорст Карстен             | Конный спорт                | Троеборье, командное первенство            |
| Бронза  | Йозеф Неккерман                                                   | Конный спорт                | Выездка, личное первенство                 |
| Бронза  | Пауль Барт                                                        | Дзюдо                       | Мужчины, до 93 кг                          |
| Бронза  | Команда                                                           | Академическая гребля        | Мужчины, четвёрки распашные без рулевого   |
| Бронза  | Вернер Лампе                                                      | Плавание                    | Мужчины, 200 м вольным стилем              |
| Бронза  | Гудрун Бекман Хайдемари Райнек Ангела Штайнбах Ютта Вебер         | Плавание                    | Женщины, эстафета 4×100 м вольным стилем   |
| Бронза  | Гудрун Бекман Хайдемари Райнек Френи Эберле Сильке Пилен          | Плавание                    | Женщины, эстафета 4×100 м комбинированная  |
| Бронза  | Адольф Зегер                                                      | Вольная борьба              | Мужчины, до 74 кг                          |
| Бронза  | Ульрих Либор Петер Науман                                         | Парусный спорт              | Мужчины, класс «Летучий голландец»         |
| Бронза  | Вильгельм Кувайде Карстен Майер                                   | Парусный спорт              | Мужчины, класс «Звёздный»                  |

## Результаты соревнований

### Академическая гребля
В следующий раунд из каждого заезда проходили несколько лучших экипажей (в зависимости от дисциплины). В финал A выходили 6 сильнейших экипажей, ещё 6 экипажей, выбывших в полуфинале, распределяли места в малом финале B
Мужчины
| Соревнование | Спортсмены             | Предварительный заезд | Предварительный заезд | Предварительный заезд | Отборочный заезд | Отборочный заезд | Отборочный заезд | Полуфинал | Полуфинал | Полуфинал | Финал   | Финал   | Итоговое место |
| Соревнование | Спортсмены             | Заезд                 | Время                 | Место                 | Заезд            | Время            | Место            | Заезд     | Время     | Место     | Время   | Место   | Итоговое место |
| ------------ | ---------------------- | --------------------- | --------------------- | --------------------- | ---------------- | ---------------- | ---------------- | --------- | --------- | --------- | ------- | ------- | -------------- |
| одиночки     | Удо Хильд              | 1                     | 7:48,12               | 2                     | 1                | 7:48,11          | 1 Q              | 2         | 8:26,37   | 3 QA      | Финал A | Финал A | 4              |
| одиночки     | Удо Хильд              | 1                     | 7:48,12               | 2                     | 1                | 7:48,11          | 1 Q              | 2         | 8:26,37   | 3 QA      | 7:20,81 | 4       | 4              |
| двойки       | Эрвин Хас Луц Ульбрихт | 1                     | 7:22,94               | 1 Q                   | не участвовали   | не участвовали   | не участвовали   | 1         | 8:06,06   | 6 QB      | Финал B | Финал B | 7              |
| двойки       | Эрвин Хас Луц Ульбрихт | 1                     | 7:22,94               | 1 Q                   | не участвовали   | не участвовали   | не участвовали   | 1         | 8:06,06   | 6 QB      | 7:31,02 | 1       | 7              |

### Современное пятиборье
Современное пятиборье включает в себя: стрельбу, плавание, фехтование, верховую езду и бег.
Мужчины
| Соревнование              | Спортсмены                             | Конкур | Конкур | Конкур | Фехтование | Фехтование | Фехтование | Стрельба  | Стрельба | Стрельба | Плавание | Плавание | Плавание | Бег     | Бег  | Бег   | Всего     | Всего |
| Соревнование              | Спортсмены                             | Штраф  | Очки   | Место  | Побед      | Очки       | Место      | Попаданий | Очки     | Место    | Время    | Очки     | Место    | Время   | Очки | Место | Результат | Место |
| ------------------------- | -------------------------------------- | ------ | ------ | ------ | ---------- | ---------- | ---------- | --------- | -------- | -------- | -------- | -------- | -------- | ------- | ---- | ----- | --------- | ----- |
| Индивидуальное первенство | Хайнер Таде                            | 35     | 1065   | 12     | 39         | 962        | 7          | 192       | 956      | 8        | 3:52,6   | 1012     | 37       | 13:25,0 | 1150 | 9     | 5145      | 7     |
| Командное первенство      | Хайнер Таде Вальтер Эссер Холе Рёсслер | 3010   | 3010   | 6      | 2520       | 2520       | 7          | 2626      | 2626     | 4        | 3232     | 3232     | 8        | 3294    | 3294 | 7     | 14 682    | 6     |